# 38-й армійський корпус (Україна)
38-й армійський корпус (38 АК, в/ч) — оперативно-тактичне об'єднання Сухопутних військ Збройних Сил України, створене на основі 38-ї загальновійськової армії після відновлення незалежності України.

## Історія
Сформований в 1992 році після відновлення незалежності України на основі 38-ї загальновійськової армії СРСР, Прикарпатського військового округу. 
Корпус розформовано в 2003 році.

## Структура
Станом на 1 січня 2001, він включав такі частини:
- 15-та окрема механізована бригада (Хмельницький)
- 22-га окрема механізована бригада (Чернівці)
- 128-ма окрема механізована дивізія (Мукачево)
- 432-га ракетна бригада (Надвірна)
- 93-й самохідний артилерійський полк (Хмельницький)
- 300-й зенітний ракетний полк (Хмельницький)
- 160-й реактивний артилерійський полк (Делятин)
- 980-й протитанковий артилерійський полк (Жовква)
- 188-й окремий полк зв'язку (Івано-Франківськ)

## Командування
- генерал-лейтенант Калашніков Анатолій Васильович (1993–1996)
- генерал-лейтенант  Тютюнников Віктор Миколайович (1996–1999)
- генерал-лейтенант Цицюрський Микола Миколайович (1999–2003)

## Зовнішні посилання
- Трансформація організаційної структури Збройних Сил України на сучасному етапі